# Adenoncos
Adenoncos là một chi gồm 20 loài lan thuộc họ Lan (Orchidaceae), phân bổ từ Malaysia cho đến New Guinea.

## Các loài
- Adenoncos adenoncoides
- Adenoncos borneensis
- Adenoncos buruensis
- Adenoncos celebica
- Adenoncos elongata
- Adenoncos macranthus
- Adenoncos major
- Adenoncos nasonioides
- Adenoncos papuana
- Adenoncos parviflora
- Adenoncos quadrangularis
- Adenoncos saccata
- Adenoncos suborbicularis
- Adenoncos sumatrana
- Adenoncos triangularis
- Adenoncos triloba
- Adenoncos uniflora
- Adenoncos vesiculosa
- Adenoncos virens
- Adenoncos vivax